# Producción por lotes
En la fabricación de tintas y de pinturas, se utiliza una técnica llamada tirada de color. Una tirada de color es donde uno fabrica el color más claro primero, por ejemplo amarillo claro seguido por el color un poco más oscuro siguiente tal como el naranja, después rojo y así sucesivamente hasta alcanzar el negro y después se comienza otra vez desde el principio. Esto reduce al mínimo la limpieza y la nueva configuración de la maquinaria entre cada lote. El blanco (pintura opaca, tinta no transparente) es el único color que no se puede utilizar en tirada de color debido al hecho de que una pequeña cantidad de pigmento blanco puede afectar negativamente a los colores medios.
La producción por lotes tiene varias ventajas; puede reducir los costes iniciales de establecimiento porque una sola cadena de producción se puede utilizar para fabricar diferentes productos. Según las indicaciones del ejemplo, la producción por lotes puede ser útil para las pequeñas empresas que no pueden permitirse funcionar con líneas de montaje continuas. Si un minorista compra un lote de un producto que no se venda con posterioridad, el productor puede cesar la producción sin tener que asumir enormes pérdidas. La producción por lotes es también útil para una fábrica que haga artículos estacionales, para productos que sea difícil pronosticar la demanda, para un lanzamiento piloto de la producción, o para productos que tienen un alto margen de beneficio.
La producción por lotes también tiene desventajas. Hay ineficacias asociadas a la producción por lotes ya que el equipo se tiene que parar, debe ser configurado de nuevo, y su salida probada antes de que el siguiente lote pueda ser producido. El tiempo entre los lotes se conoce como tiempo muerto o de inactividad.
A diferencia, la producción continua se utiliza para productos que se fabriquen de una forma similar. Por ejemplo, ciertos modelos de coche que tienen la misma forma en la carrocería y por lo tanto, se pueden producir al mismo tiempo diferentes coches sin las paradas, reduciendo los costes de fabricación.